# Sebastián de Estrigonia
Beato Sebastián de Estrigonia (en idioma húngaro: Sebestyén) (* 950?; † 1007) segundo arzobispo de Estrigonia (Esztergom) (1002 - 1007), religioso evangelizador de los húngaros. 

## Biografía
Según la leyenda del obispo Hartvik, Sebastián era un monje benedictino de la Abadía de Pannonhalma, que fue ascendido al rango de arzobispo de Esztergom por el rey San Esteban I de Hungría, luego de la muerte del arzobispo Domingo. Durante los tres años que sufrió de perdida de la visión, fue sustituido por el obispo San Anastasio de Kalocsa. En 1005 se sanó, y santificó la iglesia del monasterio de Pannonhalma. Anastasio por otra parte, recibió como recompensa del Papa el título de arzobispo de Kalocsa, ascendiendo de rango la diócesis a arquidiócesis. La persona de Sebastián es discutida, pues se cree que era el mismo religioso conocido con el nombre de Radla, quien fue mentor y compañero de labor evangelizadora de San Adalberto de Praga, quien vivió en la corte del Príncipe Géza de Hungría desde 995. Sebastián construyó la capilla de san Vito en el castillo de Esztergom.